# 그레그 피츠
그레그 피츠(영어: Greg Pitts, 1978년 1월 21일 ~ )는 미국의 배우이다.